# 中国电气装备集团
中国电气装备集团有限公司簡稱中国电气装备，是中華人民共和國一家直流电气装备制造企业，於2021年9月25日在上海成立。中国电气装备由中国西电集团、许继集团、平高集团、山东电工电气集团、南瑞恒驰、南瑞泰事达、重庆博瑞重组整合而成。公司成立時国务院国资委持股66.67%、中国国新控股有限责任公司持股16.67%、中国诚通持股16.67%。